# Phrynobatrachus villiersi
Phrynobatrachus villiersi és una espècie de granota que viu a Costa d'Ivori, Ghana i, possiblement també, a Libèria.
Està amenaçada d'extinció per la pèrdua del seu hàbitat natural.